# 新潟市立明鏡高等学校
新潟市立明鏡高等学校（にいがたしりつ めいきょうこうとうがっこう）は、新潟県新潟市中央区に所在する単位制、定時制の高等学校である。

## 沿革
- 1948年（昭和23年）6月 - 新潟市立沼垂高等学校に定時制課程を創設
- 1964年（昭和39年）7月 - 新潟市立鏡ヶ岡高等学校として独立校化
- 1981年（昭和56年）4月 - 新潟市立鏡ヶ岡高等学校と新潟市立白山高等学校（定時制課程）が統合し、新潟市立明鏡高等学校が発足[1]
- 1995年（平成7年）- 現校舎に新築移転[2]
- 2013年（平成25年）4月、新潟県立新潟翠江高等学校からNHK学園高等学校協力校の地位を引き継ぐ。

昭和40年代前半には全校生徒が2000人を超え、定時制としては全国最大規模の高校となっていた。

## 学校行事
- 修学旅行（北海道、大阪、沖縄）
- 文化祭（名称は明鏡祭）

## 教育方針
- 健全・勤勉・和敬

## 教育目標
- 個性の伸長と自律心の育成
- 働学精神の体得
- 気力・体力の充実
- 明るい校風の確立

## 同窓会
- 本会名称は「沼垂（定）・鏡ヶ岡・明鏡高等学校同窓会」。
- 本部（新潟）　関東支部（東京）

一次会
- 総会

二次会
- 懇親会

その他の行事
- 文化祭（同窓生展示）
- 創立周年記念事業

## 交通
- 新潟交通 E2 空港・松浜線、 E3 河渡線ほか 「中央埠頭」バス停より徒歩約3分
- 新潟交通 E1 臨港線ほか 「万代高校前」バス停より徒歩約3分